# Gaff

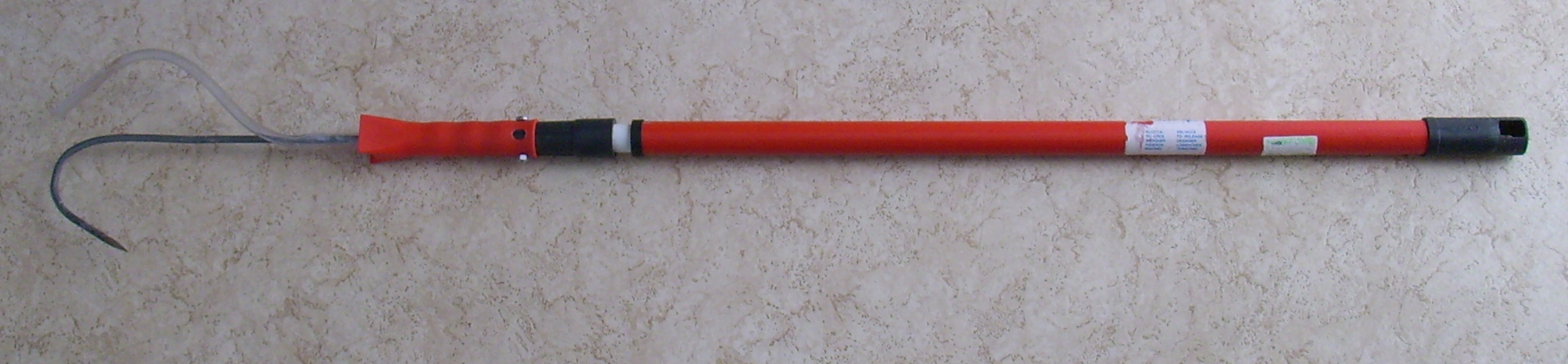
Gaff zum Hochseeangeln, Länge 115 cm

Das Gaff ist ein Haken an einem langen Stiel, mit dem große Fische aus dem Wasser gehoben werden. Das Gaff wird vor allem beim Hochseeangeln und beim Eisangeln eingesetzt, wenn der Fisch zu groß und schwer für einen Kescher ist.
Korrekt verwendet man es, indem man den Haken unter die Kiemendeckel des Fisches schiebt und den Fisch so ohne äußerliche Verletzungen aus dem Gewässer zieht.
Das Einschlagen des Hakens in die Flanke des Fisches ist abzulehnen, da es sich aus Gründen des Tierschutzes verbietet, Fischen unnötiges Leid zuzufügen. In Deutschland wäre hier das Verbot des § 1 Abs. 2 Tierschutzgesetz einschlägig. Ein derart verletzter Fisch müsste zudem auch bei Untermaß getötet werden. 
Beim Angeln ist in der Regel ein Kescher als Landungsinstrument dem Gaff vorzuziehen.